# Чемпіонат СРСР з футзалу 1990
Чемпіонат СРСР з футзалу проводився в 1990 року. Чемпіоном став обнінський «Сигнал». 16 команд, з яких половина влилася до вищої ліги після турніру «Честь марки», повели боротьбу за титул першого чемпіона країни. Матчі проходять у трьох українських містах: Світловодську, Жовтих Водах та Кременчуці. Фінальний турнір проходив в Обнінську з 11 по 16 вересня.

## Учасники
Вірменська РСР
- «Гавар» (Камо)

Казахська РСР
- «Північний Екібастузець» (Екібастуз)
- «Труд» (Актау)

Молдавська РСР
- «Пластик» (Тирасполь)

РРФСР
- «Автомобіліст» (Свердловськ)
- «Будинкобудівник» (Петропавловськ-Камчатський)
- «Локомотив» (Новосибірськ)
- «Металург» (Новотроїцьк)
- «Сигнал» (Обнінськ)
- «Союз» (Нижній Новгород)
- «Будівельник» (Воронеж)
- «Шахта Розпадська» (Междурєченськ)

Українська РСР
- «Авангард» (Жовті Води)
- «Механізатор» (Дніпропетровськ)
- «Синтез» (Кременчук)

Естонська РСР
- «Маяк» (Таллінн)

## Результати змагань

### Перший зональний турнір
Світловодськ

### Другий зональний турнір
19-22 липня 1990 року, Жовті Води

### Третій зональний турнір
12-16 серпня 1990 року, Кременчук

### Фінальній місця
1 місце: «Сигнал» (Обнінськ) - 26 очок
2 місце: «Маяк» (Таллінн) - 25 очок
3 місце: «Синтез» (Кременчук) - 23 очок
4 місце: «Механізатор» (Дніпропетровськ) - 21 очко
...   
```
   Фінальний турнір проходив в Обнінську з 11 по 16 вересня. У заключному матчі господарі програючи за 10 хвилин 0:1 «Будівельнику» з Воронежа переломили матч забивши 3 м'ячі за 7 хвилин. «Сигнал» - перший чемпіон СРСР з футзалу !!!
```